# Vũ Sơn, Thiên Thủy
Vũ Sơn (chữ Hán phồn thể: 武山縣, chữ Hán giản thể: 武山县) là một huyện thuộc địa cấp thị Thiên Thủy, tỉnh Cam Túc, Cộng hòa Nhân dân Trung Hoa. Huyện Vũ Sơn giáp với các đơn vị cấp huyện: phía đông là Cam Cốc; nam là Mân; phía tây là Chương; bắc là Lũng Tây, Thông Vị. Huyện này có diện tích 2011 km², dân số năm 2004 là 440.000 người. Huyện lỵ đóng ở trấn Thành Quan. Mã số bưu chính của huyện Vũ Sơn là 741300. Về mặt hành chính, huyện này được chia thành 3 trấn, 17 hương.
- Trấn: Thành Quan, Uyên Ương, Lạc Môn.
- Hương: Mã Lực, Viên Hà, Hoa Lâm, Cao Lâu, Sơn Đan, Than Ca, Long Đài, Đông Thuận, Quách Hòe, Ôn Tuyền, Thảo Xuyên, Long Tuyền, Du Bàn, Chủy Đầu, Tứ Môn, Dương Hà và Duyên An.